# Aitor Karanka
Aitor Karanka de la Hoz (n. 18 septembrie 1973, Vitoria, Comunitatea Autonomă a Țării Basce, Spania) este un antrenor spaniol de fotbal. În cariera de jucător, a evoluat pe postul de fundaș.
Cu excepția unei scurte perioade petrecute în SUA, unde și-a încheiat cariera la vârsta de 32 de ani, Karanka a jucat în Spania la cluburile Athletic Bilbao și Real Madrid, apărând în 275 de meciuri în La Liga pe durata a 13 sezoane.
La sfârșitul anilor 2000, Karanka și-a început cariera de antrenor și între anii 2010–2013 a fost secundul lui José Mourinho la Real Madrid.

## Palmares

### Club
Real Madrid
- UEFA Champions League: 1997–98, 1999–2000, 2001–02
- Cupa Intercontinentală: 1998
- La Liga: 2000–01
- Supercopa de España: 1997, 2001

### Țară
Spania U21
- Campionatul European Under-21

Finalist: 1996
Locul 3: 1994

### Antrenor

#### Individual
Middlesbrough
- Antrenorul lunii în Football League Championship: ianuarie 2015[5]

## Statistici antrenorat
La 27 septembrie 2015.
| Echipa        | Început           | Sfârșit | Rezultate | Rezultate | Rezultate | Rezultate | Rezultate | Rezultate | Rezultate | Rezultate  |
| Echipa        | Început           | Sfârșit | M         | V         | E         | Î         | GM        | GP        | GD        | Victorii % |
| ------------- | ----------------- | ------- | --------- | --------- | --------- | --------- | --------- | --------- | --------- | ---------- |
| Middlesbrough | 13 noiembrie 2013 | prezent | 99        | 53        | 22        | 24        | 147       | 80        | +67       | 53,54      |
| Total         | Total             | Total   | 99        | 53        | 22        | 24        | 147       | 80        | +67       | 53,54      |